# Kowel (Rudno)
Kowel – przysiółek wsi Rudno w Polsce położony w województwie lubelskim, w powiecie lubartowskim, w gminie Michów.
Przysiółek należy do sołectwa Rudno.
Miejscowość nie figuruje w systemie TERYT; zapisano wstępnie jej nazwę własną – jak w osnowie, bez nazwy obocznej. Statut dla tego obiektu geograficznego to niestandaryzowany przysiółek wsi Rudno.
W latach 1975–1998 miejscowość administracyjnie należała do województwa lubelskiego.